# Euphaedra janetta
Euphaedra janetta är en fjärilsart som beskrevs av Butler 1871. Euphaedra janetta ingår i släktet Euphaedra och familjen praktfjärilar. Inga underarter finns listade i Catalogue of Life.